# Frontière entre la Hongrie et la Roumanie
La frontière terrestre entre la Hongrie et la Roumanie est une frontière internationale longue de 448 kilomètres qui délimite les territoires de la Hongrie et de la Roumanie.

## Caractéristiques

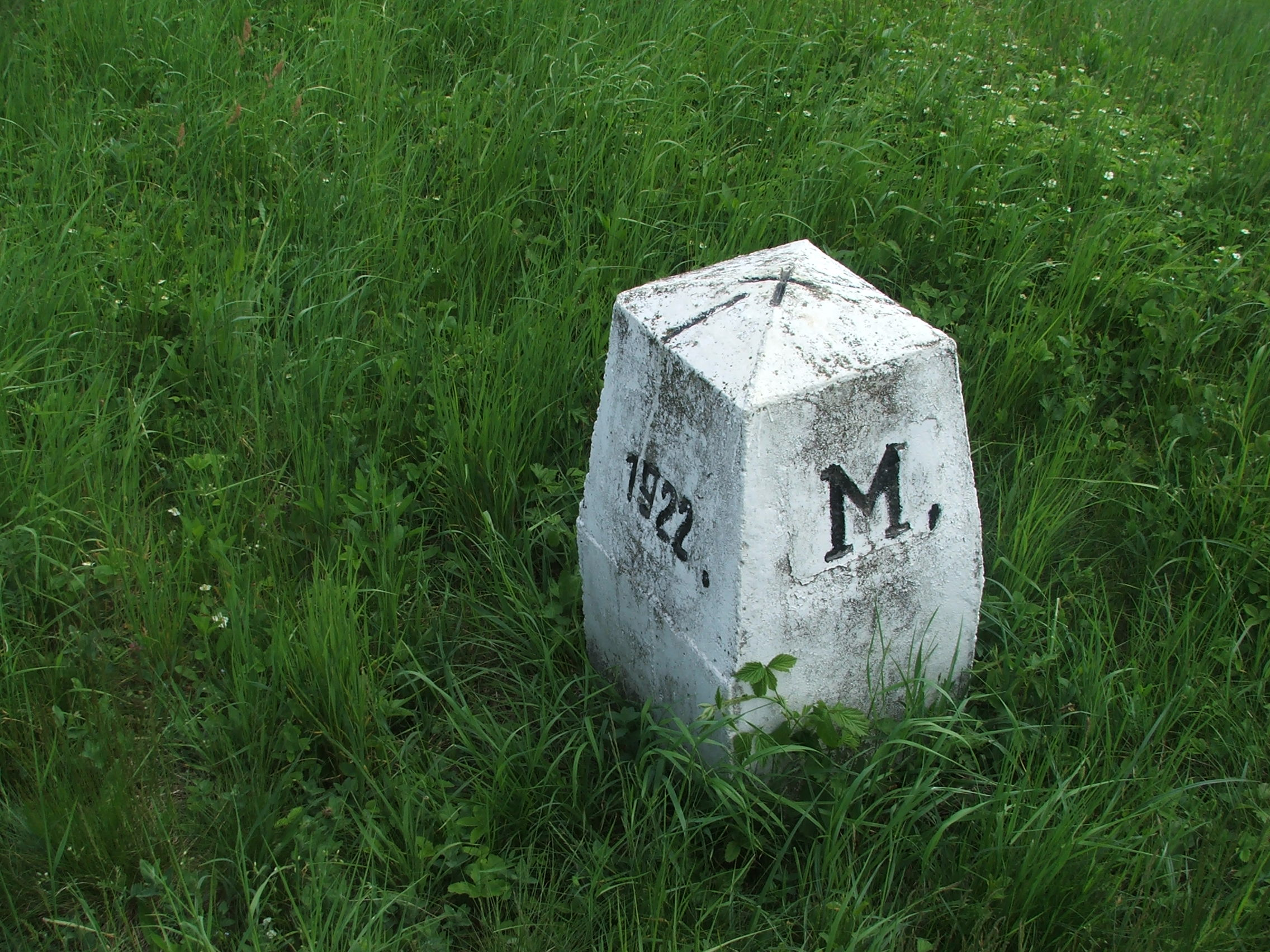
Borne frontière entre les deux pays

Tracée fin 1918 par une commission internationale (la commission Lord) où des géographes tels Robert Seton-Watson (en) ou Emmanuel de Martonne et l'historien Ernest Denis jouèrent un rôle important, la frontière entre la Hongrie et la Roumanie débute en un tripoint situé dans la région historique du Banat, à 15 km au sud-est de la ville hongroise de Szeged où se rejoignent la frontière terrestre entre la Hongrie et la Serbie, et la frontière terrestre entre la Roumanie et la Serbie (46° 07′ 00″ N, 20° 16′ 00″ E). Elle suit un tracé globalement sud-sud-ouest/nord-nord-est à travers la plaine pannonienne (bassin de la Tisza), jusqu'à un autre tripoint situé sur la rivière Tur, à 16 km au nord de la ville roumaine de Satu Mare, où se rencontrent la frontière terrestre entre la Hongrie et l'Ukraine, et la frontière terrestre entre la Roumanie et l'Ukraine.

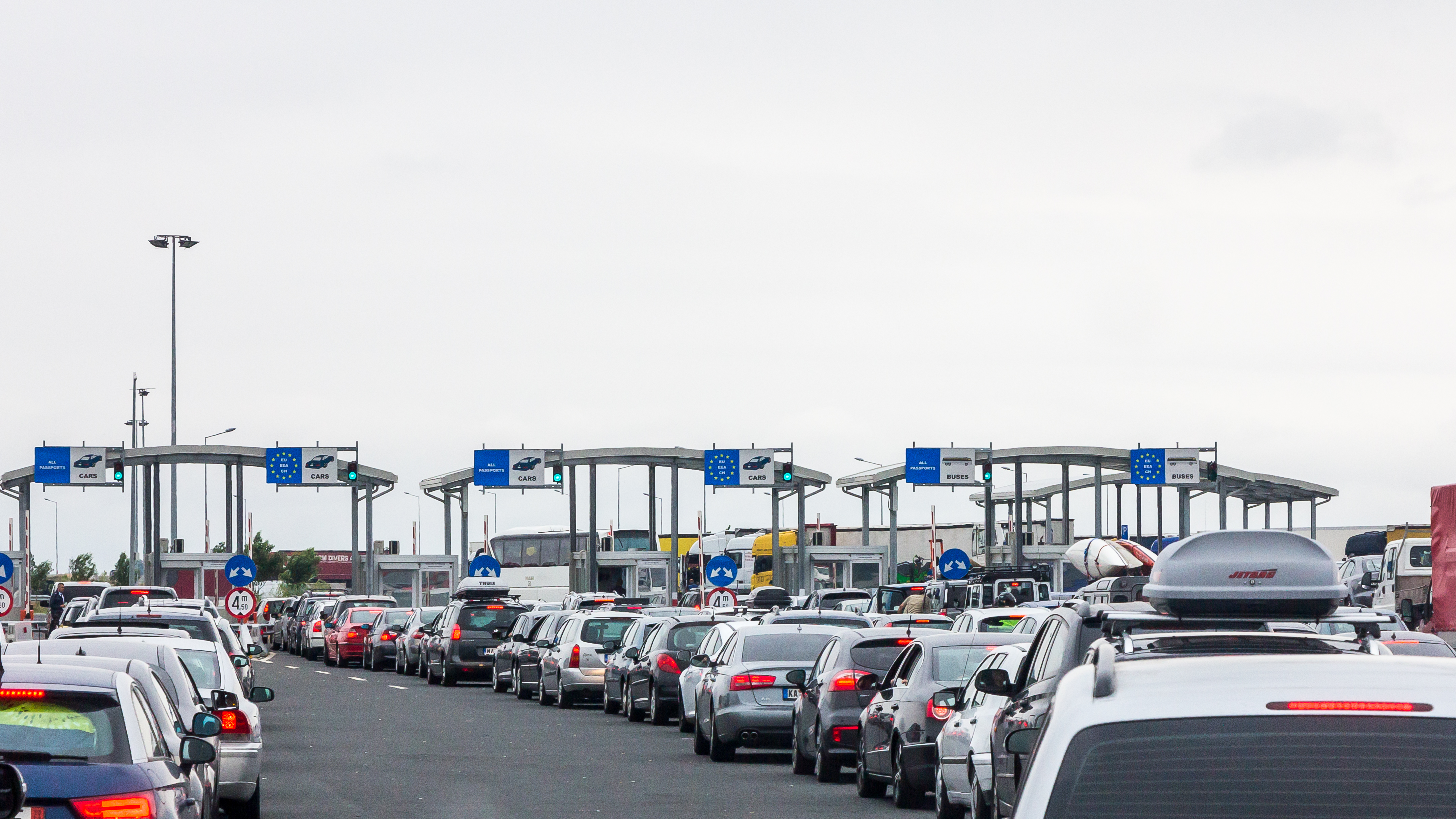
Poste-frontière entre Nadlac et Nagylak.